# خارجيات المسم
خارجيات المسم أو تحت رتبة فراشات الإكسوبوريا (الاسم العلمي:Exoporia) هي دون رتبة من الحشرات تتبع  حرشفيات الأجنحة الحديثة من رتيبة ذوات الخرطوم.

## التصنيف
- عثث نيوزيلندا البدائية
- عثث شبحية وأشباهها
  - عثث شبحية
    - عث الشبح

  - العثث الشبحية الصغيرة
    - العث الشبحي الصغير